# Палаоска летяща лисица
Палаоската летяща лисица (Pteropus pelewensis) е вид бозайник от семейство Плодоядни прилепи (Pteropodidae). Видът е почти застрашен от изчезване.

## Разпространение
Разпространен е в Палау.